# Siphanthera foliosa
Siphanthera foliosa là một loài thực vật có hoa trong họ Mua. Loài này được (Naudin) Wurdack miêu tả khoa học đầu tiên năm 1958.

## Hình ảnh

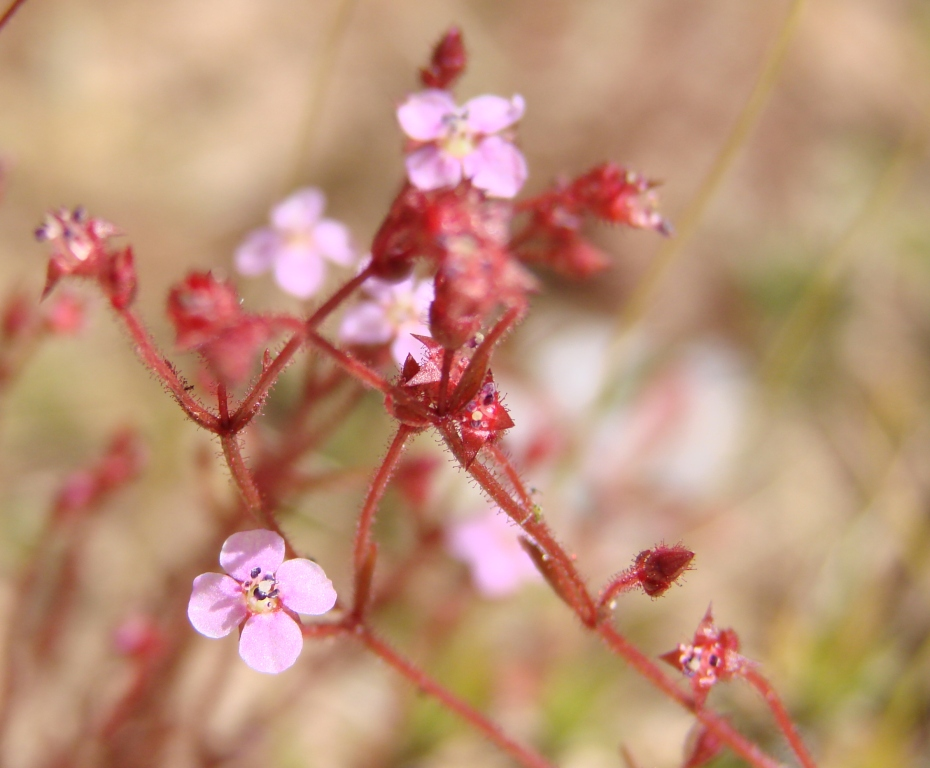
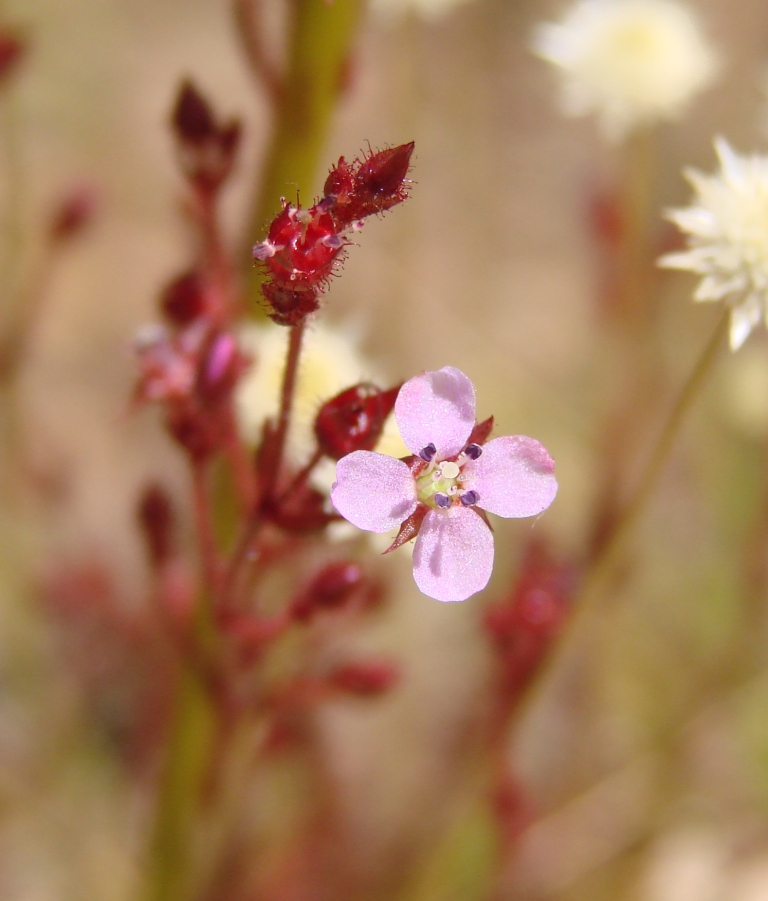
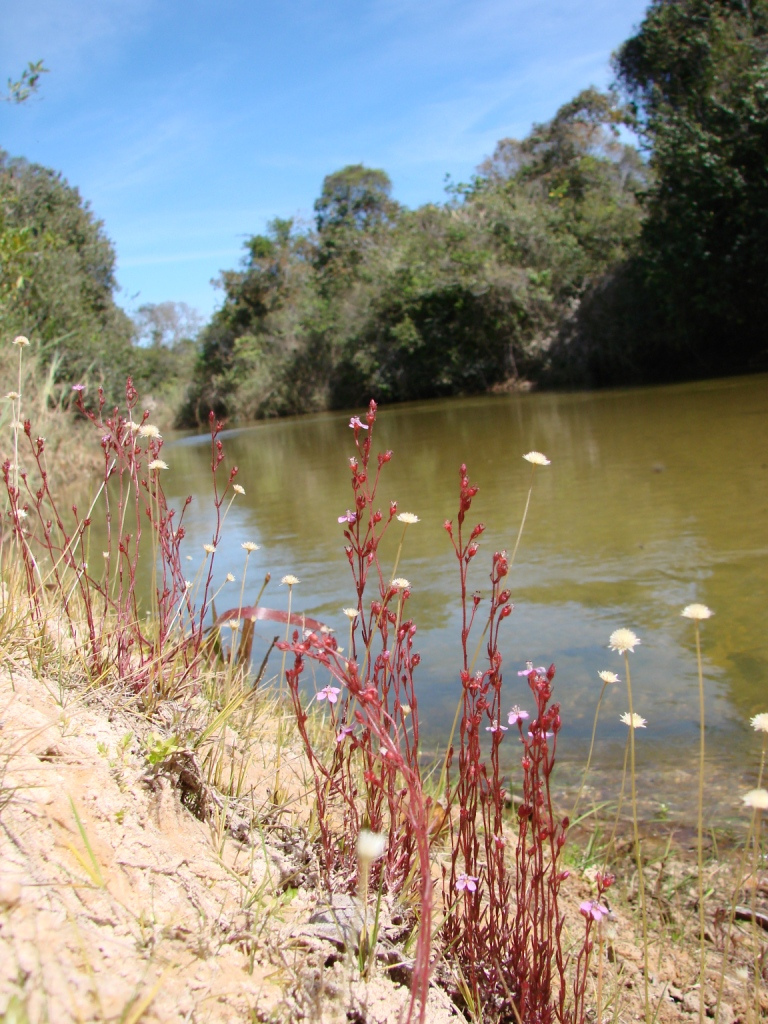
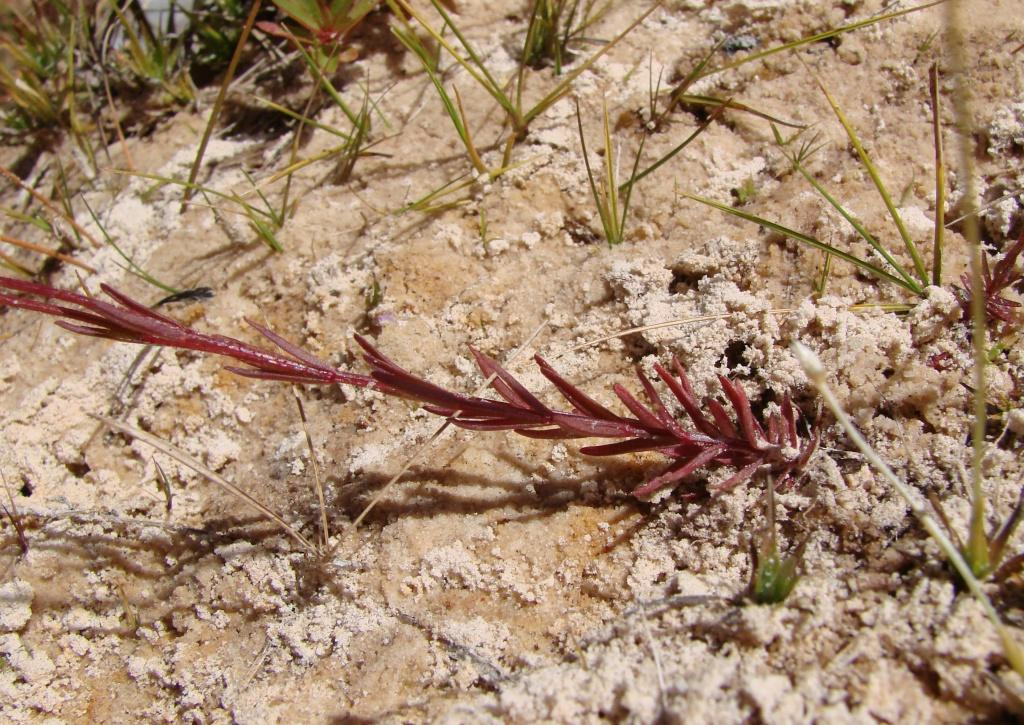